# Ногайчинський курган
Ногайчинський курган — сарматський курган  I століття до н. е. в Криму.

## Місцезнаходження кургану
Курган знаходиться поблизу с. Червоне (Ногайли-Ахмат) Білогірського району АР Крим.

## Історія дослідження
Будівництво Північно-Кримського каналу викликало необхідність проведення археологічних розкопок в місцях, якими мала йти в Крим вода з Дніпра. Таким чином «курган № 5», відомий також під назвою Ногайчинський, привернув увагу археологічної експедиції.
Курган розкопав у 1974 р. Аскольд Щепинський. Це було впускне поховання до кургану доби бронзи. Згодом дослідженням артефактів з поховання приділив увагу О. Симоненко. Поховальний комплекс він пов'язав з аланами, що принесли в степи над Чорним морем «бірюзово-золотавий» стиль і датував знахідки І — перш. пол. II ст. н. е. Тридцять років після відкриття поховання кримські дослідники Ю. Зайцев та В. Мордвінцева спираючись на червонолаковий унгвентарій, сіролощений горщик, гривну з пласким зворотним боком, запропонували іншу дату Ногайчинського поховання — поч. — перша пол. І ст. до н. е. Подібну дату має поховання поблизу хут. Піщаний на Прикубанні оскільки воно схоже на Ногайчинське за обрядом та комплексом речей.

## Опис кургану та поховання

### Характеристика насипу
Курган висотою близько 7 м та діаметром 46 м. Контурів поховальної споруди прослідкувати не вдалось.

### Опис поховання та знахідок
Всередині кургану розкопали 38 поховань, переважно доби бронзи, але найцікавішим виявилося одне (№ 18), віднесене до сарматських часів. Це поховання не було пограбованим, в ньому знайшли останки заможної жінки та чимало коштовних жіночих прикрас.
Аскольдом Щепинським була знайдена дерев'яна скриня 1,92 х 0,85×0,15 м із залишками фарби на ній. По кутах могили збереглись невеликі круглі заглиблення, імовірно для стовпів. Скриню було орієнтовано з півн-зх. на півд.-сх. В ній витягнуто на спині головою на півн.-зх. було покладено жінку віком — 35-44 років. На шиї вона мала золоту гривну, біля скронь лежали сережки, на лобі діадема, на зап'ястках та щиколотках — браслети. В області шиї — брошка.
З правого боку від небіжчиці на рівні гомілкової кістки лежала дерев'яна шкатулка. В шкатулці були знайдені: туалетні флакони, фібули, медальйон, перстень, підвіски у вигляді лев'ячих голів, амулет. Біля шкатулки стояли алебастрова посудина та тарілка і червонолакова чаша. Біля правого плеча розташувались глечик, бальзамарій та дзеркало. В області грудної клітини зібрані намиста та золоті бляшки. Кисті рук знаходились в срібних чашах. Над скелетом вище його на 0,1 — 0,15 м по всьому периметру лежали золоті платівки.
Унікальною знахідкою цього кургану є перлини в прикрасах, адже під землею перлини можуть зберігатися не довше 200 років, а потім поступово перетворюються на порошок. Припускають, що збереженню перлин у прикрасах могла сприяти повна відсутність циркуляції повітря.

## Інтерпретації
О. Симоненко пов'язував поховання з аланами, які принесли в ці краї «бірюзово-золотавий» звіриний стиль і датував знахідки І — перш.пол. II ст. н. е.. Ю. Зайцев та В. Мордвінцева поділяють прикраси на декілька категорій: оздоби «східного типу» (гривна), античні прикраси (сережки, кольє, флакони, підвіски), убори типу греко-варварських пам'яток Прикубання (спіральні ножні браслети, кулон з халцедоном, брошка), прикраси птоломеєвського Єгипту (каблучки). До унікальних знахідок можна віднести фібулу у вигляді дельфіна, що зроблена з золота, бронзи та гірського кришталю. Імовірно, що смаки жінки сформувались в елліністичному світі, а поховання здійснене згідно з місцевими традиціями. Текст Аппіана «Мітрідатови війни» дозволяє пов'язати поховання з Мітрідатом Євпатором, а поховану в ньому жінку вважати його дочкою. За Аппіаном цар Понту Мітрідат встановлював союзи з правителями Причорноморських земель і з 65 р. до н. е. почав видавати за них своїх дочок. У 64 р. до н. е. шлюб виявився вдалим і Мітрідат рушив далі через Фракію в Македонію, а потім в Пеонію і до Італії через Альпійські гори. Перебуваючи в подорожі він відправляв дарунки (прикраси та гроші) в Північне Причорномор'я. Їх співвідносять з прикрасами, що були знайдені в Ногайчинському кургані. Таким чином датують поховання поч. — 50-40 рр. до н. е., адже шлюбний вік становив 18-25 рр., а вік похованої становив 39-41 рр.
У 2012-13 рр. радіовуглецевий аналіз деяких предметів з поховання був здійснений у Швеції, в лабораторії радіовуглецевого датування університету в Лунді, та в Німеччині в Курт-Енсельгольмському центрі Археометрії. Обидва проведені незалежно аналізи дали однаковий результат — це поховання здійснене не пізніше I ст. до н. е.
Частина артефактів, знайдених у похованні, переважно це прикраси, виготовлені з золота, опинилася в Києві, у Музеї історичних коштовностей України. Решта лишилася в Криму, потрапивши у «Народний музей археології Криму», що не був державним, а існував на громадських засадах. Після смерті у 1997 році Аскольда Щепинського, більша частина артефактів зникла без сліду.
Скарби Ногайчинського кургану фігурують, зокрема і в справі затриманого в Нідерландах «Скіфського золота». Оскільки всі виготовлені з золота артефакти з поховання № 18 (зокрема і фібула у вигляді дельфіна) давно зберігаються в Києві, їх без заперечень повернули в Україну, але це викликає обурення в Криму, хоча доля «сімферопольської» частини ногайчинського скарбу після анексії Криму Росією невідома.